# Thorius pennatulus
Thorius pennatulus är en groddjursart som beskrevs av Cope 1869. Thorius pennatulus ingår i släktet Thorius och familjen lunglösa salamandrar. IUCN kategoriserar arten globalt som akut hotad. Inga underarter finns listade i Catalogue of Life.